# 106 Dione
A 106 Dione a Naprendszer kisbolygóövében található aszteroida. James Craig Watson fedezte fel 1868. október 10-én.